# Resolutie 2326 Veiligheidsraad Verenigde Naties
Resolutie 2326 van de Veiligheidsraad van de Verenigde Naties werd op 15 december 2016 unaniem aangenomen door de VN-Veiligheidsraad, en verlengde het mandaat van de VN-vredesmacht in Zuid-Soedan, dat op de dag dat de resolutie werd aangenomen afliep, met één dag. De volgende dag werd de vredesmacht alsnog met een jaar verlengd, en tevens met 4000 blauwhelmen versterkt.

## Standpunten
De Russische vertegenwoordiger stelde verbaasd te zijn over de verlenging van slechts een dag, daar de auteurs van de resolutie voldoende tijd hadden gehad. Hij weet het aan de manier waarop resoluties werden opgesteld, en hoopte dat men een initiatief van zijn land om hier verandering in te brengen zou overwegen.
De vijf permanente leden van de Veiligheidsraad maken meestal onder elkaar uit wie de resoluties over een bepaald onderwerp schrijft. In de praktijk zijn het meestal het Verenigd Koninkrijk, Frankrijk en in mindere mate de Verenigde Staten, naargelang wie er strategische belangen bij heeft.

## Achtergrond
In 2011 was Zuid-Soedan, na decennia van conflict om het olierijke gebied, onafhankelijk geworden van Soedan. Eind 2013 ontstond echter een politieke crisis tussen president Salva Kiir en voormalig vicepresident Riek Machar die uitdraaide op etnisch geweld en moordpartijen. Eind 2016 waren al meer dan 2,5 miljoen mensen op de vlucht geslagen, was een grote humanitaire crisis ontstaan en vreesde men bij de Verenigde Naties dat er een genocide op til was die niet gestopt zou kunnen worden door de 13 000 blauwhelmen die aanwezig waren. De VS probeerde een wapenembargo door te drukken, maar landen als China, Rusland en Japen waren daar tegen. Hun resolutie hiertoe werd op 23 december 2016 met zeven stemmen voor en acht onthoudingen niet aangenomen.

## Inhoud
De Veiligheidsraad verlengde het mandaat van de VN-missie in Zuid-Soedan, UNMISS, tot 16 december 2016, met behoud van de regionale beschermingsmacht die middels resolutie 2304 was opgezet.
Lijst ·  2260 ·  2261 ·  2262 ·  2263 ·  2264 ·  2265 ·  2266 ·  2267 ·  2268 ·  2269 ·  2270 ·  2271 ·  2272 ·  2273 ·  2274 ·  2275 ·  2276 ·  2277 ·  2278 ·  2279 ·  2280 ·  2281 ·  2282 ·  2283 ·  2284 ·  2285 ·  2286 ·  2287 ·  2288 ·  2289 ·  2290 ·  2291 ·  2292 ·  2293 ·  2294 ·  2295 ·  2296 ·  2297 ·  2298 ·  2299 ·  2300 ·  2301 ·  2302 ·  2303 ·  2304 ·  2305 ·  2306 ·  2307 ·  2308 ·  2309 ·  2310 ·  2311 ·  2312 ·  2313 ·  2314 ·  2315 ·  2316 ·  2317 ·  2318 ·  2319 ·  2320 ·  2321 ·  2322 ·  2323 ·  2324 ·  2325 ·  2326 ·  2327 ·  2328 ·  2329 ·  2330 ·  2331 ·  2332 ·  2333 ·  2334 ·  2335 ·  2336